# Regnéville-sur-Mer
Regnéville-sur-Mer – miejscowość i gmina we Francji, w regionie Normandia, w departamencie Manche.
Według danych na rok 1990 gminę zamieszkiwało 769 osób, a gęstość zaludnienia wynosiła 90 osób/km² (wśród 1815 gmin Dolnej Normandii Regnéville-sur-Mer plasuje się na 295. miejscu pod względem liczby ludności, natomiast pod względem powierzchni na miejscu 608.).